# Danko Lazović
Danko Lazović (ur. 17 maja 1983 w Kragujevacu) – serbski piłkarz występujący na pozycji napastnika. W 2018 zakończył karierę piłkarską.

## Kariera klubowa
Danko Lazović jest wychowankiem klubu Radnički Kragujevac. Zawodową karierę rozpoczynał jednak w 2000 w Partizanie Belgrad. W 2001 zdobył z nim Puchar Jugosławii, a w 2002 i 2003 mistrzostwo kraju. Przez 3 lata gry w Partizanie Lazović rozegrał 56 ligowych pojedynków i strzelił 18 bramek.
Następnie Lazović za 7 milionów euro trafił do Feyenoordu. W Eredivisie zadebiutował 17 sierpnia 2003, a Feyenoord pokonał wówczas 2:1 NEC Nijmegen. 25 stycznia 2004 Lazović strzelił 2 gole w wygranym 3:2 meczu z Utrechtem, a 16 maja tego samego roku zdobył hat-tricka w zwycięskim 7:1 pojedynku przeciwko FC Zwolle. Pierwszą rundę sezonu 2005/2006 serbski napastnik spędził na wypożyczeniu w Bayerze 04 Leverkusen, a w drugiej jego części grał w Partizanie Belgrad, dla którego uzyskał 5 trafień w 11 występach.
Latem 2006 Lazović podpisał kontrakt z SBV Vitesse. W nowej drużynie po raz pierwszy wystąpił 18 sierpnia, a Vitesse zwyciężyło wówczas w lidze ze Spartą Rotterdam 2:1. W linii ataku klubu z Arnhem Serb grywał najczęściej z Duńczykiem Madsem Junkerem. Holenderski zespół w tabeli Eredivisie zajął ostatecznie 12. pozycję, natomiast sam Lazović z 19 bramkami na koncie zajął 6. miejsce w klasyfikacji najlepszych strzelców rozgrywek.
Po zakończeniu sezonu serbski piłkarz przeniósł się do PSV Eindhoven. Z nową drużyną podpisał pięcioletnią umowę, a działacze „Boeren” zapłacili za niego nieco ponad 6,5 miliona euro. Ligowy debiut w barwach PSV Lazović zaliczył 25 sierpnia 2007 podczas wygranego 5:0 meczu z NEC Nijmegen, w którym zdobył 2 gole. Przez cały sezon były zawodnik Feyenoordu zgromadził 11 trafień i po Dannym Koevermansie był drugim strzelcem PSV. Razem z zespołem sięgnął także po pierwszy w karierze tytuł mistrza Holandii. Następnie kolejno grał w Zenicie, FK Rostów, ponownie Partizanie, Beijing BG i Olimpiji Lublana. W 2016 trafił do Videotonu.

## Kariera reprezentacyjna
W reprezentacji Jugosławii Lazović zadebiutował 27 marca 2002 w przegranym 1:0 towarzyskim spotkaniu z Brazylią. Pierwszego gola dla drużyny narodowej strzelił 16 sierpnia 2006 w zwycięskim 3:1 towarzyskim meczu przeciwko Czechom, a jego zespół występował już wówczas jako reprezentacja Serbii. Razem z nią Lazović uczestniczył między innymi w nieudanych dla Serbów eliminacjach do Euro 2008.